# Hedda Berntsen
Pour les articles homonymes, voir Berntsen.
Hedda Berntsen, née le 24 avril 1976 à Filtvedt, était une skieuse alpine norvégienne.

## Palmarès

### Championnats du Monde
- Championnats du Monde de 2001 à Sankt-Anton (Autriche) :
  -  Médaille de bronze en Slalom.

### Coupe du Monde
- Meilleur classement au Général : 28e en 2001.
- 0 victoire en course.